# 団練
団練（だんれん、團練）は、清代の地方に存在した、主に郷紳ら有力者によって組織された民兵集団（こうした民兵は「郷兵」とも呼ばれる）。近代以降は「自衛団」や「自衛隊」とも呼ばれる。

## 概要
地方の有力者が盗賊等から郷鎮を自衛するために自発的に組織した民兵組織である。
19世紀初頭の白蓮教徒の乱では、正規軍の八旗や緑営の軍隊では鎮圧できず、清朝政府は地方の郷紳に臨時の軍隊の徴募を命じた。これらの軍隊を「郷勇」と呼ぶが、団練はこれらの軍隊の兵員の有力な供給元となった。
郷勇は地方民兵組織の団連を元に創設されてはいるが、あくまで清朝政府の名の下に臨時に募られた政府の軍隊である。郷勇では湘軍、淮軍が有名である。

## 起源
周に始まる保甲制では、民衆が「互いに保護し合い、責任を共有し合う」制度が導入された。この制度では、「五家を比と為し、相保たしむ。五比を閭と為し、相受けしむ。四閭を族と為し、相葬らしむ。五族を党と為し、相救はしむ、五党を州と為し、相賙へしむ。五州を郷と為し相賓はしむ。族施邦比之法は十家十人、八閭ともに聯をなし、之をして相保ち相受けさしめ、刑罰慶賞相及び相共にす」という仕組みが整えられた。
春秋時代には、斉の宰相管仲が「什伍法」を厳格に実施した。この法では、「之を輔くるに什を以てし、之を司るに伍を以てす。伍に其の人非ざる無く、人に其の裏非ざる無く、裏に其の家非ざる無し」というように社会が組織され、これにより「奔逃する者は匿う所無く、遷徙する者は容れる所無く、求めずとも約し、召さずとも来る」体制が取られた。
五代後晋時代には、この制度がさらに発展し、「民壮」「弓手」「団練」などのさまざまな郷兵の形態が生み出された。

### 唐宋
唐代には「団練使」という職が設けられ、これは民間の自衛隊隊長に類似した役職であり、団練（地域防衛活動）に関する事務を管理する役割を担っていた。宋代には各州に「団練使」が置かれ、北宋時代には蘇軾が黄州団練副使を務めたこともあった。この「団練使」の制度は明代まで続いた。

### 明朝
明代には「団練使」が廃止され、その業務は按察使や兵備道が分担して統括するようになった。
順治2年（1645年5月）の夏、大順皇帝李自成は湖北省通山の九宮山で地主の団練勢力によって命を落とした。このとき、彼の側にいたのは義子の張鼐とわずか20余名の兵士だけであった。

## 清朝
清代における団練の起源は、19世紀初頭の嘉慶年間に発生した白蓮教徒の乱に遡る。当時、八旗軍や緑営は深刻な腐敗が進み、民衆に被害を与える一方で、外敵を防ぐ能力には欠けていた。これに対し、合州知州の龔景瀚が『堅壁清野並招撫議』を上奏し、団練郷勇を設置して、現地の郷紳に郷勇の訓練を任せ、保甲制度を清査し、堅壁清野（焦土戦術）を実施し、地方の自衛を図るべきと主張した。団練の運営資金はすべて民間から調達され、その管理は「練総」や「練長」といった指導者が担う仕組みであった。

### 郷勇
アヘン戦争の際、両広総督の林則徐は広東省三江の河口周辺の各郷鎮で郷勇や民団を組織し、イギリス王立海軍に対抗して成功を収めた。この結果、団練は清軍の正規軍に編入されるようになった。
さらに太平天国の乱が起こると、孫鼎臣は『周礼』に基づいて、保甲制を復活させて団練を組織することを主張、これは当初朝廷に容れられず孫は帰郷した。

### 湘軍
咸豊元年、湖南人の羅沢南門弟の王錱が民兵の編成を開始した。その後、咸豊年間に太平天国の乱が勃発すると、曾国藩は1854年初頭に団練を基盤とし、兵勇や従軍の伕役、工匠などを加えて陸軍13営6,500人、水師10営5,000人、合わせて17,000人を編成した。この軍勢は「湘勇」または「湘軍」と呼ばれ、「兵は将に従い、兵は将に属する」という特徴を持ち、全軍が曾国藩一人にのみ忠誠を誓った。湘軍は勇猛果敢な戦いぶりで知られ、清軍の主力となり、最盛期には兵力が50万人を超えた。そのため「無湘不成軍」（湘軍なくして軍は成り立たず）という民間の諺が生まれた。また、中華民国時代には「中国がもし古代ギリシャであれば、湖南はスパルタであり、中国がもしドイツであれば、湖南はプロイセンである」という評も存在した。

## 近代以降

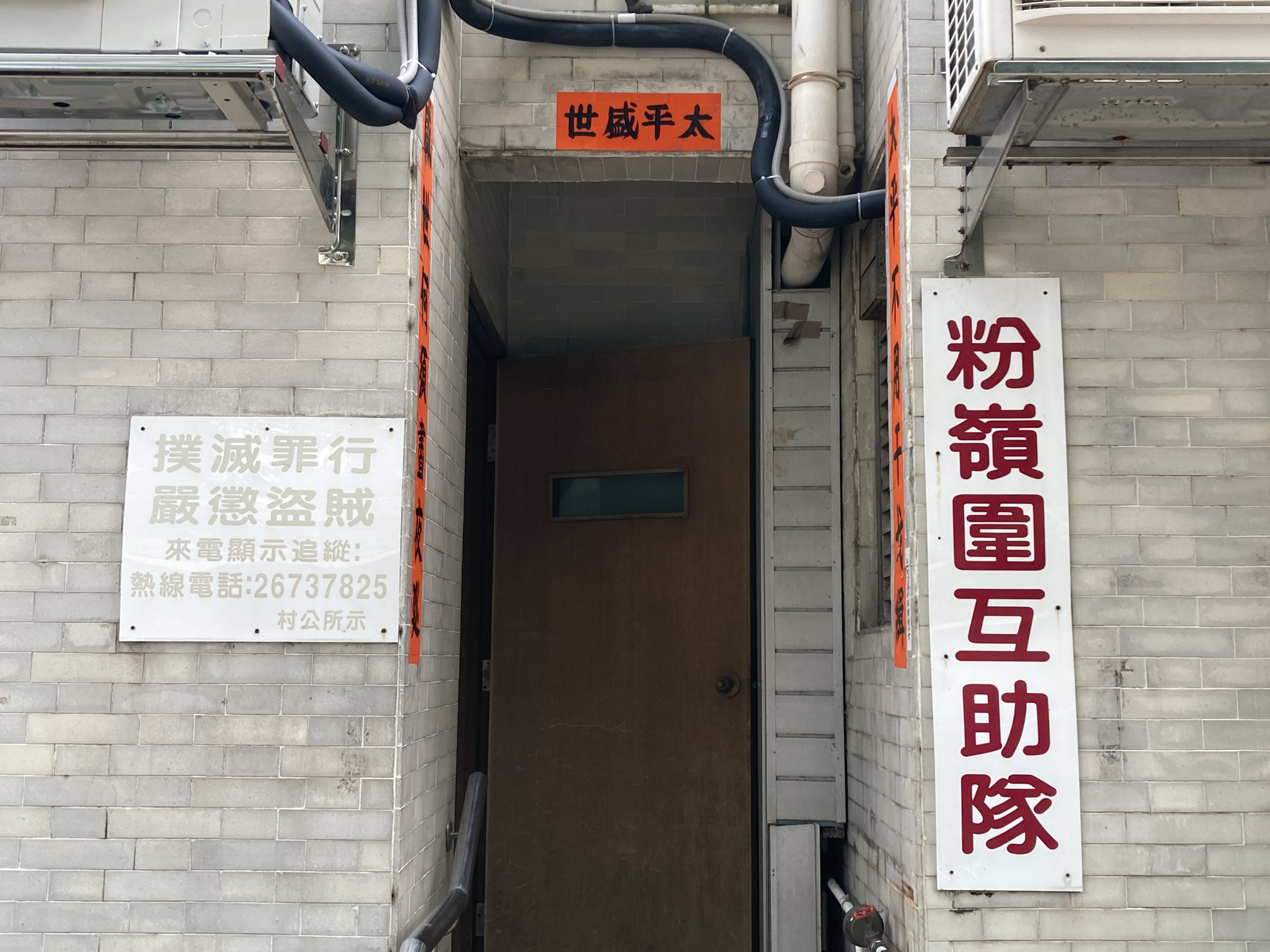
粉嶺圍互助隊（別名「粉嶺圍自衛隊」）事務所。2020年撮影

団練はそもそもが民間の軍事組織であり、国家権力による統制の有無に関わらず、その必要性から同様の組織は近代以降にも継承されていった。
例えば華北においては、日中戦争中に満鉄調査部の実施した『華北農村慣行調査』に、廟会・青苗会を中心として村落ごとに「看青（作物の見張り）」や「打更（夜警）」が行われ、「保甲自衛団」が組織されていることが記録されており、これは日本軍占領地域の治安対策として利用されている。
また、華南においても、盗賊対策や村落ごとの紛争（械闘）のために、村落はこうした団練（自衛隊）を保持し続けた。例えば香港においては、イギリスの新界租借に対して新界五大氏族を中心とした原居民たちは団練を用いて抗戦している（新界六日戦争）。械闘や抗英、抗日活動による戦没者は達徳公所など、各村落の廟宇で祀られている。また郷村の勢力の強い地域には政庁の警察権力が及ばず、こうした自衛隊の中には戦後暫くまで銃の所持が認められていたものもあった。香港都市部においても、民間による地域警備のために1866年には団防局が組織された。